# ثيودور فوستر
ثيودور فوستر (بالإنجليزية: Theodore Foster)‏ هو محامي وقاضي وسياسي أمريكي، ولد في 29 أبريل 1752 في الولايات المتحدة، وتوفي في 13 يناير 1828 في بروفيدنس في الولايات المتحدة. حزبياً، نشط في الحزب الفيدرالي الأمريكي. وقد انتخب عضو مجلس الشيوخ الأمريكي.

## الحياة الباكرة
وُلد فوستر في بروكفيلد، ماساتشوستس عام 1752. درَس الدراسات الكلاسيكية في الكلية في مستعمرة رود آيلاند الإنجليزية ومزارع بروفيدنس (المعروفة الآن باسم جامعة براون)، وتخرج عام 1770. ثم درس بعدها القانون وعاش مع زميله الطالب سولومون دراون. تم قبوله في نقابة المحامين عام 1771 وبقي في رود آيلاند لممارسة المحاماة، وبدأ ممارسته القانونية في بروفيدنس. كان كاتب مدينة في بروفيدنس من 1775 إلى 1787. حصل على درجة الماجستير من كلية دارتموث عام 1786.
كان فوستر أحد رعايا أول مستشار لجامعة براون، ورئيس القضاة في رود آيلاند ومزارع بروفيدنس والوطني الثوري ستيفن هوبكنز. تزوج فوستر من شقيقة الحاكم المستقبلي لرود آيلاند ومزارع بروفيدنس آرثر فينر.